# Kakaslomnic
Kakaslomnic (1899-ig Nagy-Lomnicz, szlovákul Veľká Lomnica, németül Großlomnitz) község Szlovákiában, az Eperjesi kerület Késmárki járásában.

## Fekvése
Késmárktól 6 km-re délnyugatra, a Poprád-folyó bal partján fekszik.

## Nevének eredete
Első megnevezései szláv eredetűek és a telep szláv kezdeményeire utalnak. A német telepesek későbbi megnevezésében ez meg is őrződött (Großlomnitz). 1364-ben változás történik, a szokásos Lomnicz elé Magna, tehát Nagy melléknév jut. Ennek a változásnak az volt az oka, hogy a 14. században a Szepességen létrejött még néhány Lomnicz nevű falu és meg kellett különböztetni őket. 1417-ben említik először Kakas-Lomnic néven. A 19. század végére a Kakaslomnic megnevezés jön újból „divatba”.

## Története
Területe már ősidők óta lakott. A Burchbrich-dombon őskori erődítmény nyomait tárták fel.
A falut szász telepesek alapították valószínűleg a 13. században. Első írásos említése 1257-ben történik „Villa Lomnicza” alakban. Temploma 1280 körül épült fel, de már 1268-ban működött plébániája. A faluban már ekkor állt a Berzeviczy család kúriája és malma is volt. 1289-ben „Lumpnitz”, 1310-ben „Lomnicza”, 1326-ban „Lompnicza”, 1353-ban „Lompnitza” néven írják. 1404-ben a Berzeviczyeken kívül újabb nemesi család, a Lapispatakyak tűnnek fel a falu birtokosai között. 1417-ben „Kakas-Lomnic”-ként említik, majd később a magyar „Nagy-Lomnicz” vagy a német „Großlomnitz” megnevezések vannak túlsúlyban az írásos emlékekben. A Berzeviczy kúria megerősítését II. Lajos király 1525-ben engedélyezte. 1538-ban a lengyel származású késmárki nemes Lasky család vásárol itt birtokot. Ekkor a faluban 19 portát számláltak, Berzeviczy Baltazár, Berzeviczy Kristóf, Berzeviczy Márk, Laský Albert és Warkotsch Melchior a falu birtokosai.
1603-ban 24 ház állt a településen. 1635-ben részletes jelentés készült a községről, mely 35 jobbágyházat említ, birtokosa Thököly István. A 17. században a császári katonaság többször kifosztotta a falut. Az 1700. évi egyházi vizitáció szerint 692 lakosa van a településnek. 1787-ben a népességszámlálás szerint 163 ház, 252 család és 1306 lakos élt Kakaslomnicon. A Berzeviczy családnak két kastélya állt, melyek közül az alsót 1757-ben lebontották és új, reprezentatív kastélyt építettek a helyére. A felső kastélyt – ami 1581-ben épült – 1772-ben építették át. 1788. július 22-én nagy tűzvész pusztított a településen. Lakosai főleg földművelésből és állattartásból éltek.
A 18. század végén Vályi András így ír róla: „Kakas Lomnicz. Népes német falu Szepes Várm. földes Ura Berzeviczi Uraság, és mások, ’s az uraságoknak Kastéllyaikkal ékesíttetik, lakosai katolikusok; fekszik Hunszdorfhoz nem meszsze, és annak filiája, határja középszerű, vagyonnyai külömbfélék, piatzok Kézsmárkon közel.”
1828-ban 175 házában 1269 lakos élt. 1887-ben elérte a települést a vasút, mely a Poprád-Késmárki vonal egyik állomása lett. A 19. század végén megélénkült a tátrai turizmus és a község határában az állam által megvásárolt 946 hold területen felépült a mai Tátralomnic üdülőtelepülés. A környéken gomba módra szaporodtak a villák, üdülők. 1894-ben Kakaslomnicon is turistaszálló és fürdőház épült. A trianoni diktátumig Szepes vármegye Késmárki járásához tartozott.

## Népessége
| Év:            | 1994. | 2004.    | 2014.    | 2024.    |
| -------------- | ----- | -------- | -------- | -------- |
| Emberek száma: | 3252  | 3760     | 4536     | 5529     |
| Eltérés:       |       | +15,62 % | +20,63 % | +21,89 % |

| Év:            | 2023. | 2024.   |
| -------------- | ----- | ------- |
| Emberek száma: | 5380  | 5529    |
| Eltérés:       |       | +2,76 % |

1880-ban 1425 lakosából 10 magyar, 1253 német és 91 szlovák anyanyelvű volt.
1890-ben 1314-en lakták, ebből 28 magyar, 1166 német és 79 szlovák anyanyelvű.
1900-ban 1207 lakosából 41 magyar, 1013 német és 145 szlovák anyanyelvű volt.
1910-ben 1324-en lakták: 190 magyar, 956 német és 106 szlovák anyanyelvű.
1921-ben 1446 lakosából 1103 német, 40 magyar és 265 csehszlovák volt.
1930-ban 1461-en lakták: 971 német, 19 magyar, 11 zsidó, 310 csehszlovák, 93 egyéb nemzetiségű és 55 állampolgárság nélküli. Ebből 710 evangélikus, 651 római katolikus, 51 izraelita, 14 görög katolikus, 11 református és 24 egyéb vallású volt.
1970-ben 2202 lakosából 10 német, 6 cseh, 3 lengyel és 2183 szlovák volt.
1980-ban 2675 lakosából 6 lengyel, 5 ukrán, 4 cseh, 1 német és 2658 szlovák volt.
1991-ben 3052-en lakták: 1 magyar és 2907 szlovák.
2001-ben 3573 lakosából 4 magyar és 2677 szlovák volt.
2011-ben 4232-en lakták, ebből 11 magyar, 2782 szlovák és 1138 cigány.

## Nevezetességei

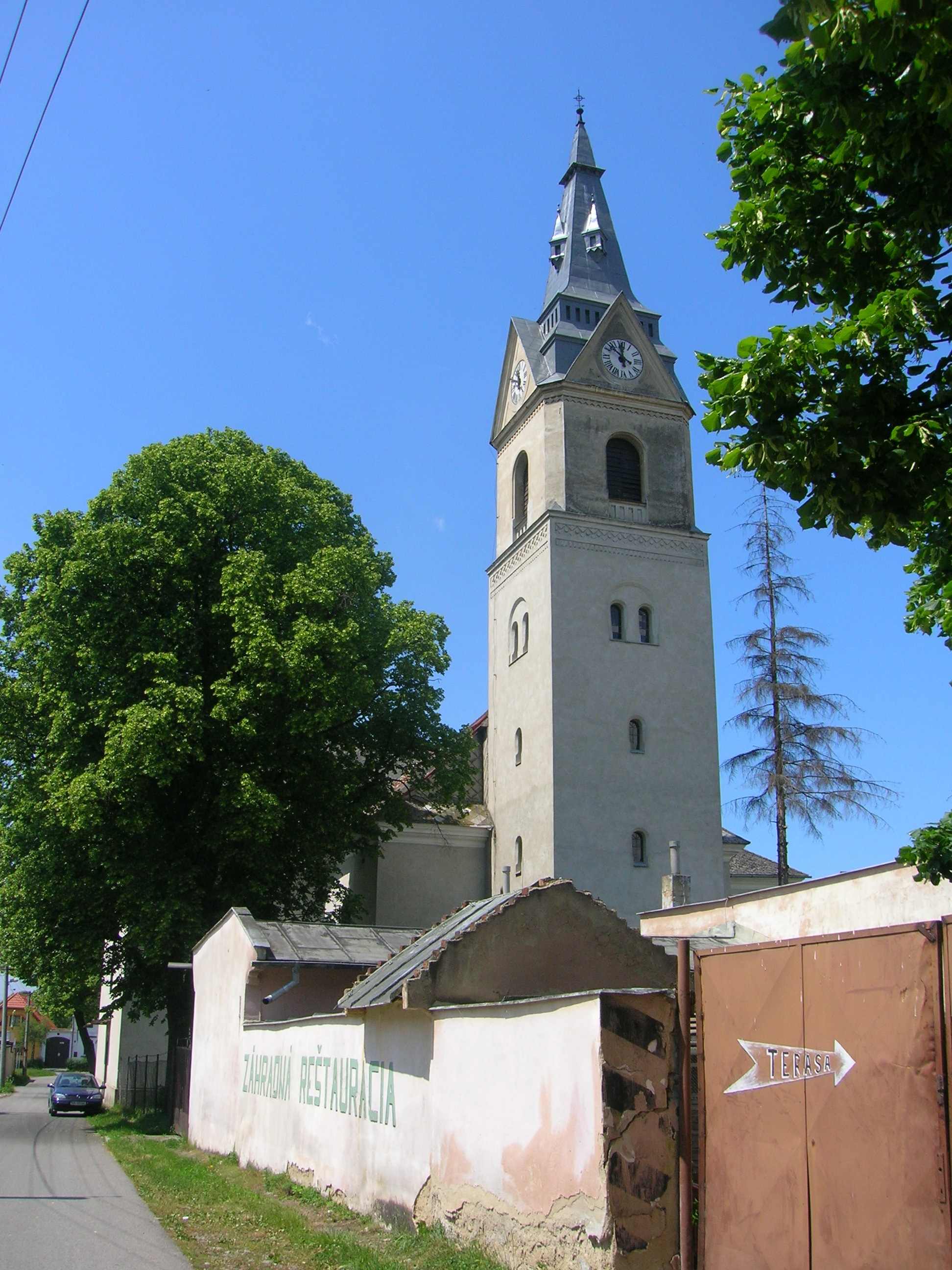

- Alexandriai Szent Katalin-temploma a 13. század végén épült, 1412-ben gótikus stílusban építették át. Sekrestyéjében 14. századi freskók láthatók, melyek I. (Szent) László kunokkal vívott harcát ábrázolják. A freskókat 1957-ben fedezték fel.

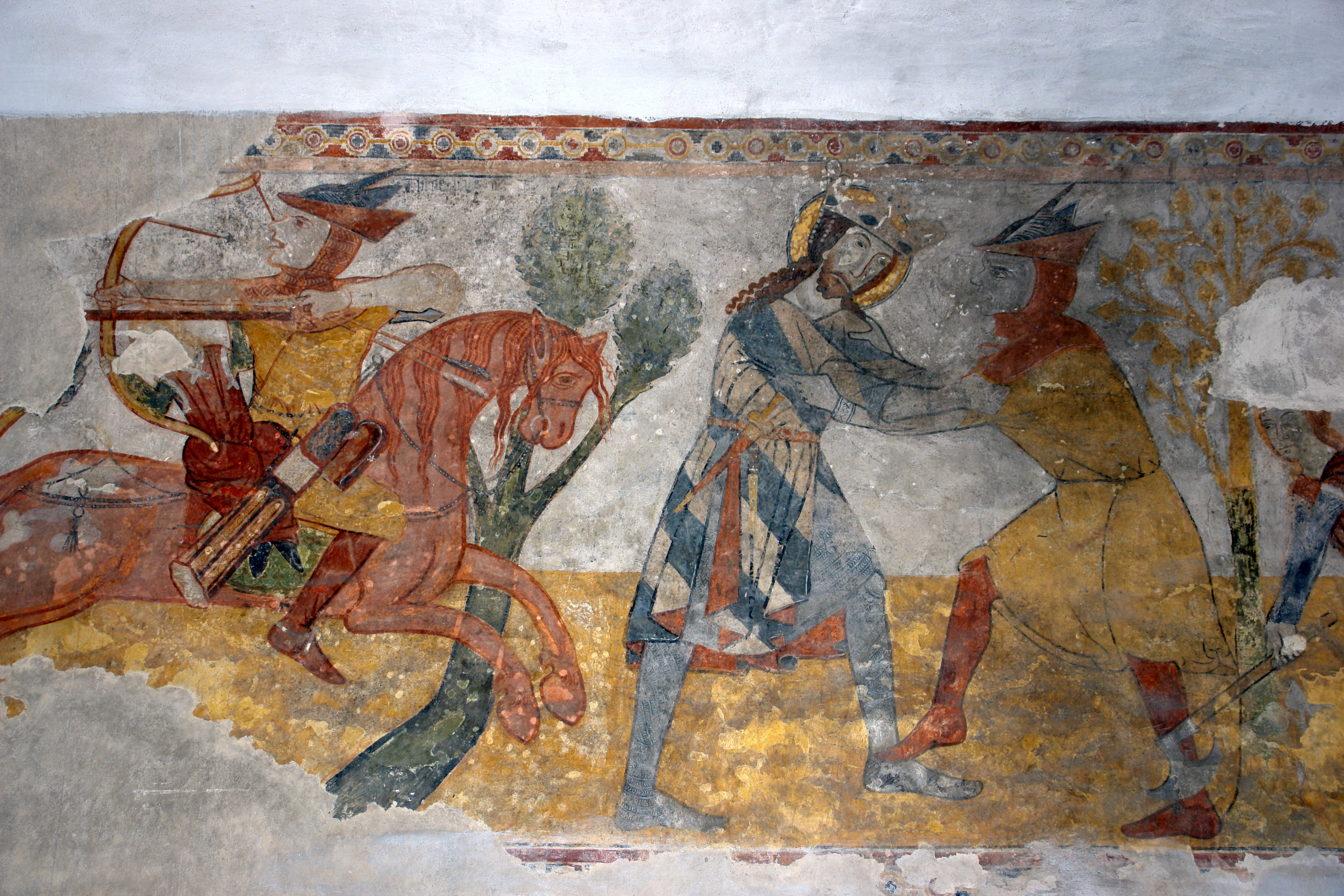
A Szent László-legenda freskója

- Evangélikus templomát 1785-ben építtette az iglói Bartel Ferenc, tornya 1908-ban épült.
- Barokk kastélya 1772-ben épült, a 20. században átépítették.
- Késő barokk kastélya a 18. század végén épült.
- Késő barokk kúriája a 18. század végén épült.
- Mezőgazdasági kutatóintézet működik itt.

## Híres emberek
- Itt hunyt el 1725-ben idősebb Buchholtz György természettudós, kutató.
- Itt született 1729-ben Augustini Sámuel természettudós.
- Itt született 1763. június 15-én és itt halt meg 1822. február 23-án Berzeviczy Gergely, a kor híres nemzetgazdásza, a göttingeni egyetem díszdoktora.
- Itt született 1883-ban Nitsch Andor politikus.
- Itt született 1911-ben Adalbert Hudak német politikus.